# 2373 Immo
A 2373 Immo (ideiglenes jelöléssel 1929 PC) a Naprendszer kisbolygóövében található aszteroida. Max Wolf fedezte fel 1929. augusztus 4-én.